# Psychotria palustris
Psychotria palustris är en måreväxtart som beskrevs av Ernest Marie Antoine Petit. Psychotria palustris ingår i släktet Psychotria och familjen måreväxter. Inga underarter finns listade i Catalogue of Life.